# Самерсби
Самерсби (енгл. Sommersby) је љубавна драма коју је 1993. године режирао Џон Ејмил. Главне улоге тумачили су Џоди Фостер и Ричард Гир.

## Радња
Након завршетка Америчког грађанског рата, Џек Сомерсби, за кога се претпостављало да је мртав, враћа се кући на фарму. Сви га радосно поздрављају, осим најближих: жене, сина и пса. Са њом је нежан, племенит, вредан. Она разуме да га воли. Али раније је Џек био потпуно другачији, а госпођа Сомерсби га уопште није волела. И пас није препознао свог господара. Да ли то значи да се они заиста из рата враћају потпуно другачији? Али породичну идилу разбија оптужба Џека Сомерсбија за убиство почињено пре рата. Његова жена, желећи да га спасе, одлучује, не знајући и сама, да свима каже да Џек заправо није њен муж, већ друга особа, чиме га спасава од смртне казне. Али онда се поставља питање: ко је био овај човек у прошлом животу и шта га је навело да се претвара да га је Џек заправо убио?